# Buena Vista Tomatlán
Buena Vista Tomatlán är en ort i Mexiko.   Den ligger i kommunen Buenavista och delstaten Michoacán de Ocampo, i den södra delen av landet, 400 km väster om huvudstaden Mexico City. Buena Vista Tomatlán ligger 466 meter över havet och antalet invånare är 9 121.
Terrängen runt Buena Vista Tomatlán är kuperad österut, men västerut är den platt. Runt Buena Vista Tomatlán är det ganska glesbefolkat, med 38 invånare per kvadratkilometer. Närmaste större samhälle är Felipe Carrillo Puerto, 13,8 km väster om Buena Vista Tomatlán. I omgivningarna runt Buena Vista Tomatlán växer huvudsakligen savannskog.